# غواصة يو-120
كانت الغواصة يو-120 واحدة من 329 غواصة خدمت في البحرية الإمبراطورية الألمانية خلال الحرب العالمية الأولى.